# Hansteinia
Hansteinia es un género de plantas con flores perteneciente a la familia Acanthaceae. El género tiene 19 especies de hierbas descritas y de estas, solo 6 aceptadas.

## Taxonomía
El género fue descrito por Anders Sandoe Oersted y publicado en Videnskabelige Meddelelser fra Dansk Naturhistorisk Forening i Kjøbenhavn 1854(8–12): 142–143. 1855. La especie tipo es: Hansteinia gracilis (Nees) Lindau	

## Especies deHansteinia
- Hansteinia blepharorhachis (Lindau) Durkee
- Hansteinia gracilis (Nees) Lindau
- Hansteinia reflexiflora Leonard
- Hansteinia sessilifolia (Oerst.) Durkee
- Hansteinia stricta (Leonard) D.N. Gibson
- Hansteinia ventricosa (Donn. Sm.) D.N. Gibson